# My Boo
«My Boo» es un dúo entre los cantantes estadounidenses Usher y Alicia Keys. Se incluyó en el relanzamiento del cuarto álbum de estudio de Usher, Confessions (2004). La canción fue lanzada como el cuarto sencillo del álbum en 2004. 
El sencillo se mantuvo en la cima del Billboard Hot 100 durante seis semanas, convirtiéndolo en el tercer sencillo más exitoso del álbum después de «Yeah!» y «Burn», respectivamente. También se clasificó como la canción número 36 más grande de la década de 2000 en los Estados Unidos.

## Rendimiento comercial
Fue un éxito en los Estados Unidos, a la altura de las listas de éxitos de «Yeah!», «Burn» y «Confessions Part II». El sencillo debutó en el Billboard Hot 100 en la ubicación veintinueve, la entrada estadounidense más alta entre todos los sencillos lanzados del álbum. 
Entró entre los diez primeros, dos semanas después, y alcanzó el puesto número uno durante su octava semana en la lista. El sencillo permaneció en la cima durante seis semanas, superando a su predecesor «Confessions Part II», que se ubicó en el número uno durante dos semanas.
Sin embargo, no logró igualar el éxito de «Yeah!» y «Burn» quienes alcanzaron doce y ocho semanas en la parte superior, respectivamente. 
Se mantuvo entre los diez primeros durante diecinueve semanas, y abandonó la lista después de veintiséis semanas. El sencillo tuvo éxito en las listas de componentes de Billboard, encabezando las canciones Hot R&B/Hip-Hop y Hot Ringtones.
En Europa, el sencillo tuvo respuestas divididas. El sencillo alcanzó los cinco primeros en el Reino Unido, Alemania, los Países Bajos, Noruega y Suiza . Entró entre los veinte primeros en Francia, Finlandia y Suiza , y entre los treinta primeros en Austria. En el resto del mundo tuvo un rendimiento comercial bajo.

## Listas y formatos
Reino Unido CD 1
1. «Confessions Part II»
2. «My Boo» (dueto con Alicia Keys)

Reino Unido CD 2
1. «Confessions Part II»
2. «My Boo» (dueto con Alicia Keys)
3. «Confessions Part II» (Remix) (con Shyne, Kanye West & Twista)
4. «Confessions Part II» (Vídeo musical)

## Posicionamiento en listas
| Listas (2004-2005)                                                 | Mejor posición |
| ------------------------------------------------------------------ | -------------- |
| Alemania (Official German Charts)                                  | 4              |
| Austria (Ö3 Austria Top 40)                                        | 29             |
| Bélgica (Ultratop 50) Flanders                                     | 21             |
| Bélgica (Ultratop 50) Wallonia                                     | 24             |
| Canadá (Nielsen SoundScan)                                         | 1              |
| Canadá (CHR/Pop Top 30)                                            | 4              |
| Escocia (Official Charts Company) «Confessions Part II» / «My Boo» | 8              |
| Estados Unidos (Billboard Hot 100)                                 | 1              |
| Estados Unidos (Hot R&B/Hip-Hop Songs)                             | 1              |
| Estados Unidos (Mainstream Top 40)                                 | 2              |
| Estados Unidos (Rhythmic)                                          | 1              |
| Finlandia (Suomen virallinen lista)                                | 14             |
| Francia (SNEP)                                                     | 19             |
| Irlanda (IRMA) «Confessions Part II» / «My Boo»                    | 7              |
| Noruega (VG-lista)                                                 | 4              |
| Países Bajos (Dutch Top 40)                                        | 5              |
| Países Bajos (Single Top 100)                                      | 6              |
| Reino Unido (UK Singles Chart) «Confessions Part II» / «My Boo»    | 5              |
| Reino Unido (UK R&B Singles) «Confessions Part II» / «My Boo»      | 3              |
| Rumania (Airplay 100)                                              | 56             |
| Suecia (Sverigetopplistan)                                         | 18             |
| Suiza (Schweizer Hitparade)                                        | 3              |

| Listas (2004)                                                   | Mejor posición |
| --------------------------------------------------------------- | -------------- |
| Alemania (Official German Charts)                               | 92             |
| Estados Unidos (Billboard Hot 100)                              | 24             |
| Estados Unidos (Hot R&B/Hip-Hop Songs)                          | 28             |
| Países Bajos (Dutch Top 40)                                     | 67             |
| Países Bajos (Single Top 100)                                   | 94             |
| Reino Unido (UK Singles Chart) «Confessions Part II» / «My Boo» | 56             |
| Suiza (Schweizer Hitparade)                                     | 57             |

| Listas (2005)                          | Mejor posición |
| -------------------------------------- | -------------- |
| Estados Unidos (Billboard Hot 100)     | 54             |
| Estados Unidos (Hot R&B/Hip-Hop Songs) | 35             |
| Suiza (Schweizer Hitparade)            | 59             |

| Listas (2000-2009)                     | Mejor posición |
| -------------------------------------- | -------------- |
| Estados Unidos (Billboard Hot 100)     | 36             |
| Estados Unidos (Hot R&B/Hip-Hop Songs) | 77             |

| Listas (2018)                      | Mejor posición |
| ---------------------------------- | -------------- |
| Estados Unidos (Billboard Hot 100) | 200            |

## Certificaciones
| País (organismo certificador) | Certificación | Unidades certificadas |
| ----------------------------- | ------------- | --------------------- |
| Canadá (Music Canada)         | Platino       | 10 000                |
| Dinamarca (IFPI Dinamarca)    | Oro           | 45 000                |
| Alemania (BVMI)               | Oro           | 150 000               |
| Reino Unido (BPI)             | Platino       | 600 000               |
| Estados Unidos (RIAA)         | 5x Platino    | 5 000 000             |